# Offener Kanal Lübeck
Der Offene Kanal Lübeck ist ein Radiosender, dessen Programm gestaltet wird von Privatpersonen mit Wohnsitz in Schleswig-Holstein, Hamburg oder dem Sendegebiet der Offenen Kanäle in Schleswig-Holstein (OKSH) und die mindestens 14 Jahre alt sind.
Der Offene Kanal Lübeck (kurz: OKL) ist eine Einrichtung der Offener Kanal Schleswig-Holstein A.ö.R.(OKSH). Zum OKSH zählen vier Standorte: Kiel, Lübeck, Flensburg, Heide. Der OK Lübeck unterhält den Radiosender Lübeck FM, einen MakerSpace und Medienkompetenzangebote.

## Rahmendaten
Die Sendungen werden von natürlichen Personen produziert, aber auch Personenvereinigungen oder juristische Personen – wie zum Beispiel der lokalrundfunk lübeck e. V., der zahlreiche Projekte im Offenen Kanal Lübeck ausstrahlt – können Sendungen produzieren. In kostenlosen Kursen können sich die Nutzer des Offenen Kanals mit der Technik des Senders vertraut machen und danach ihre eigene Sendung gestalten. Darüber hinaus gibt es feste Sendeplätze und thematische Schwerpunkte. Regelmäßige Sendungen sind oder waren:
- Reflex – das Nachrichtenmagazin
- Radio Mondiale – das Eine-Welt-Magazin
- Filmriss – Kino und Kultur
- Senior&Seniora 50+
- Bildungsradio
- Lübeck FM – Wir sind Lübeck
- Engagiert – Vereine stellen sich vor
- Travemünder Woche Radio
- OK Wochenschau
- TUSSENFUNK – die Frauenredaktion im Offenen Kanal Lübeck

Projekte sind Livesendungen von Filmfestivals (Nordische Filmtage Lübeck, Berlinale) sowie Buchmessen (Leipzig, Frankfurt). Außerdem werden medienpädagogische Projekte mit Schulen aller Schultypen und Jugendhäusern und anderen Einrichtungen durchgeführt.
Die Verantwortung für die einzelnen Sendungen tragen die Moderatoren. Ihre Namen und der Wohnort werden am Anfang und Ende jeder Sendung genannt. Erlaubt ist alles, was sich im Rahmen der Gesetze bewegt.

## Empfang
Im Empfangsgebiet, welches den Großraum Lübeck umfasst, gibt es 450.000 potentielle Hörer. Das Programm wird durch den Fernmeldeturm in Stockelsdorf über die Frequenz 98,8 MHz (106,5 MHz im Kabelnetz) ausgestrahlt. Außerdem kann man den OK Lübeck als Livestream über die Seite okluebeck.de hören.

## Moderatoren
Viele Moderatoren, die inzwischen bei kommerziellen Sendern arbeiten, haben im Offenen Kanal Lübeck angefangen.
- Alexander Baltz (Delta Radio, heute Radio Schleswig-Holstein)
- Hauke Bülow (R.SH, Delta Radio, Radio Nora, Antenne MV, Sunshine live, Radio Bob, Radio PSR, EgoFM, bei Regiocast, heute NDR)
- Tobias Gellert (Radio Schleswig-Holstein, heute SAT.1)
- Christian Hinkelmann (Antenne Bayern, heute N-Joy)
- Dennis Hoppe (Radio Schleswig-Holstein, heute NDR)
- Sven Brosda (R.SH, Delta Radio, Radio Nora, Antenne MV, Sunshine live, Radio Bob, Radio PSR, EgoFM, bei Regiocast)
- Ralf Laskowski (Radio Emscher-Lippe)
- Christian Lücker (RTL Radio)
- Björn Czieslik (BLR), heute freier Journalist München
- Lasse Lehmann (Radio Hamburg, heute Morningshow auf Delta Radio)

## Studios/Technik
Ende 2007 wurde der Sender vollständig digitalisiert. Seitdem werden vielfach auch Sendungen zu Zeiten platziert, wenn die Studioräume in der Lübecker Kanalstraße nicht geöffnet sind.

## Außenstudios
Der Offene Kanal hat Außenstudios in Bad Segeberg, Ratzeburg, Bad Oldesloe, Mölln, Lübeck-Buntekuh, Lübeck-St. Gertrud, Lübeck-Travemünde und auf dem Campus der Fachhochschule Lübeck (St. Jürgen).